# Röntgenfluorescentiespectrometrie

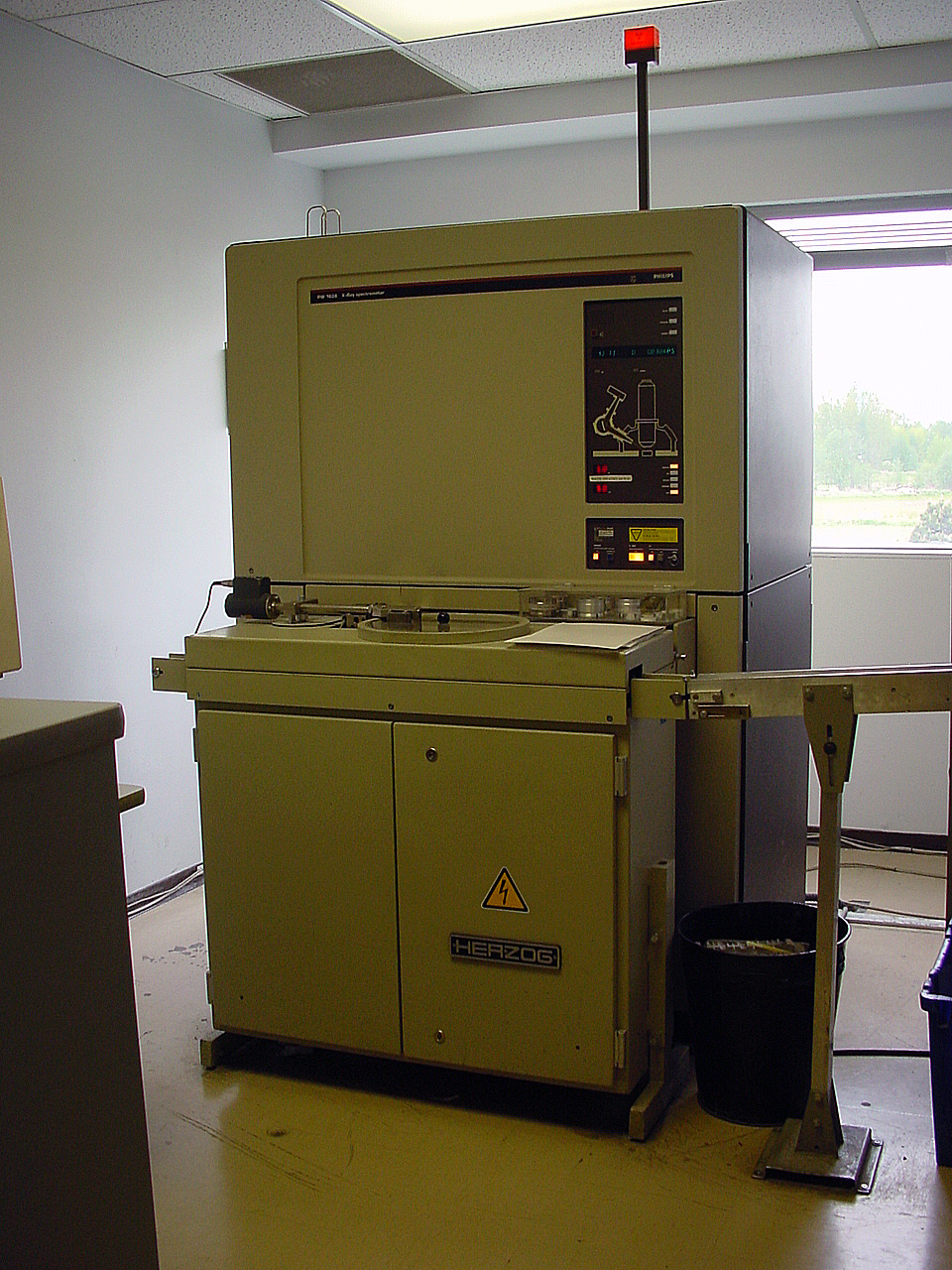
Een Philips PW1606 röntgenfluorescentiespectrometer

De röntgenfluorescentiespectrometrie (vaak aangeduid met het uit het Engels afgeleide acroniem XRF) is een techniek uit de analytische scheikunde waarbij de samenstelling van een monster uit chemische elementen wordt bepaald door gebruik te maken van röntgenfluorescentie.
In de röntgenfluorescentiespectrometrie wordt het monster (vast of vloeibaar) bestraald met harde röntgenstraling. Het monster zendt dan bij langere golflengte röntgenstraling uit die karakteristiek is voor de elementen die in het monster zitten (een vorm van fluorescentie). De techniek is niet destructief: het monster wordt normaal gesproken niet noemenswaardig aangetast door de analyse.
Elementen in een groot bereik kunnen met deze techniek worden gemeten. Aan de kant van de lichte atomen wordt de techniek begrensd doordat de uitgezonden röntgenstraling steeds langere golflengten krijgt. Deze straling is moeilijk goed te detecteren omdat ze heel makkelijk wordt tegengehouden door de vensters die de verschillende onderdelen van het apparaat van elkaar scheiden. Aan de kant van de zware atomen wordt de techniek begrensd doordat de röntgenstraling die wordt gebruikt om de fluorescentie te induceren een hogere energie moet hebben dan de karakteristieke straling van het element dat wordt gemeten. In de praktijk kunnen concentraties van elementen tussen natrium en uranium worden bepaald.
De röntgenstraling in een röntgenfluorescentiespectrometer wordt opgewekt met behulp van een röntgenbuis. Het uittreevenster van de buis, dat bestaat uit beryllium, wordt zo dicht mogelijk bij het monster gebracht om een zo groot mogelijke hoeveelheid fluorescentie te creëren. Een van de technische obstakels in een goede spectrometer is het scheiden van het fluorescentiesignaal van de directe straling van de röntgenbuis.

## Toepassing
Röntgenfluorescentie wordt gebruikt in het onderzoek van oude middeleeuwse manuscripten. In de middeleeuwen was het gebruikelijk dat boekbinders pagina's uit oude boeken gebruikten voor het maken van omslagen voor nieuwe boeken. Voor het maken van een stevige omslag werden meerdere van deze oude pagina's in lagen op elkaar gelijmd. Onderzoekers aan de universiteiten van Leiden en Delft ontdekten dat er soms teksten staan op die oude stukken perkament. Ze hebben met behulp van macroröntgenfluorescentiespectrometrie (MA-XRF) ontdekt dat het mogelijk is de metalen ijzer, koper en zink uit de destijds gebruikte inkt zichtbaar, en zodoende geschreven tekst leesbaar te maken, zonder dat deze omslagen beschadigd worden.
In het onderzoek naar schilderijen wordt de techniek gebruikt om te achterhalen welke kleuren de schilder heeft gebruikt aan de hand van de chemische elementen die de pigmenten in de verf bevatten. Zo wijst de aanwezigheid van kobalt op smalt (grijsblauw), koper op azuriet (groenachtig blauw), kwik op vermiljoen (oranjerood) en ijzer op aardkleuren zoals oker, omber en sienna. Ook bij restauraties kan een Macro-XRF-scanner worden gebruikt. Door de metalen in de verf in kaart te brengen kan men de verschillende verflagen van elkaar onderscheiden. Bij een schilderij van Ferdinand Bol kwam bijvoorbeeld onder het hoofd van een regentes een jonger hoofd tevoorschijn.